# Château de Roche-la-Molière
 (août 2016).
Si vous disposez d'ouvrages ou d'articles de référence ou si vous connaissez des sites web de qualité traitant du thème abordé ici, merci de compléter l'article en donnant les références utiles à sa vérifiabilité et en les liant à la section « Notes et références ».
Le château de Roche-la-Molière est un édifice inscrit aux monuments historiques le 17 décembre 1985,.
Le 26 février 1772, le négociant Jacques Neyron (1733-1811 ; secrétaire du roi en 1768, maire de Saint-Etienne de 1778 à 1783, frère aîné d'Antoine et oncle d'André-Antoine Neyron) acquiert pour 205 000 livres le domaine castral et la terre de Roche sur le duc de Béthune-Chârost et d'Ancenis, qui les avait achetés en 1765 (la concession houillère de Roche, obtenue par le duc en 1766, étant, elle, cédée en 1786 à René Eustache d'Osmond), et il y fait réaliser d'importants travaux (surtout intérieurs : salons) ; le châtelain-entrepreneur Jacques Neyron est ainsi le dernier seigneur de Roche-la-Molière.
Avant le duc de Chârost, les sires de Roche-la-Molière avaient été successivement, avec transmission par des mariages :  
- la grande famille forézienne de Lavieu (de Roche-la-Molière ; une branche des Lavieu posséda Feugerolles : voir à ce dernier article pour des références, notamment Edouard Perroy) ;
- puis les d'Augerolles/d'Ogerolles de Sapolgue (St-Polgues)[3] (famille active en Forez et Roannais, originaire de la région de Feurs et Salt-en-Donzy — et non d'Augerolles en Auvergne — et qui a donné son nom à Ogerolles en St-Romain et St-Just ; le 31 mars 1584, Antoine d'Augerolles de Roche-la-Molière et son fils Jean sont tués par leur ennemi Aymar de St-Priest de St-Etienne, lors d'une embuscade tendue à la Rochette, alors qu'ils se rendaient à une messe pascale dite en l'église de St-Genest ; l'assassin, d'ailleurs cousin issu de germain d'Antoine d'Augerolles, sera gracié par Henri III par des lettres royales de rémission) ; enfin les Capponi de Feugerolles et les Charpin de Feugerolles.
- Les 10 août et 25 octobre 1677, Madeleine du Peloux (veuve de Gaspard (de) Capponi de Feugerolles ; Gaspard était le fils d'Alexandre (de) Capponi, acquéreur de Feugerolles en 1586, et de Françoise d'Augerolles, héritière de Roche-la-Molière) puis sa fille Catherine-Angélique Capponi de Feugerolles, cédèrent Roche contre 111 000 livres à → Jean-François Anselmet des Brun(e)aux, mais Catherine-Angélique de Feugerolles et son mari Pierre-Hector de Charpin de Souzy de la Forest-des-Halles[4] (épousé en 1676) reprirent Roche le 20 août 1683 par échange avec Claude-Gabriel Anselmet, frère héritier de Jean-François, contre la part de St-Just-lès-Velay qui relevait de Feugerolles 
  - (d'ailleurs, Jean-Baptiste-Michel Charpin de Feugerolles, le petit-fils de Catherine-Angélique Capponi et Pierre-Hector Charpin, épousera Anne-Marie Anselmet des Bruneaux, dame de Saint-Just-en-Feugerolles (la part de St-Just, donc, qui relevait de Feugerolles), fille de Jean-Marie Anselmet et petite-nièce de Jean-François et Claude-Gabriel Anselmet).
- Mais dès le 12 (ou le 16) décembre 1683, Pierre-Hector de Charpin et sa femme Catherine-Angélique Capponi de Feugerolles vendirent Roche-la-Molière à → Pierre Duon, président des Trésoriers de France à Lyon, contre 74 500 (ou 76 000) livres ; sa veuve Madeleine Chappuis de La Faye vendit le 21 avril 1719 à → Jean Perrin de Vieux-Bourg, ancien échevin de Lyon. Le fils de ce dernier, Alexis-Bonaventure Perrin de Vieuxbourg, céda le 25 janvier 1745 contre 136 000 livres à → Jean-Louis Girard, écuyer († le 9 août 1746 tué en duel à Lorient ; fils du secrétaire du roi Pierre Girard), qui fut lui-même suivi par sa sœur → Marie Girard (née en 1720-† le 14 novembre 1789), épouse en 1738 de Pierre-Antoine Chappuis de Maubon : le couple aliéna en 1765 au → duc de Chârost et d'Ancenis, vu plus haut.

La ville récupère le château de Roche-la-Molière en 1951 sur les Neyron (issus de Jacques Neyron, qu'on a vu plus haut acquéreur en février 1772 sur le duc de Chârost) pour en faire, sur une période très brève, un collège, avant de passer dans le giron de la Société d'Histoire locale. L'ensemble, aujourd'hui espace culturel (expositions), est constitué d'un vaste parc jalonné de sentiers de promenade, jeux pour enfants et, au fond dans la partie nord : les voûtes, témoins du passé.